# Bewaker

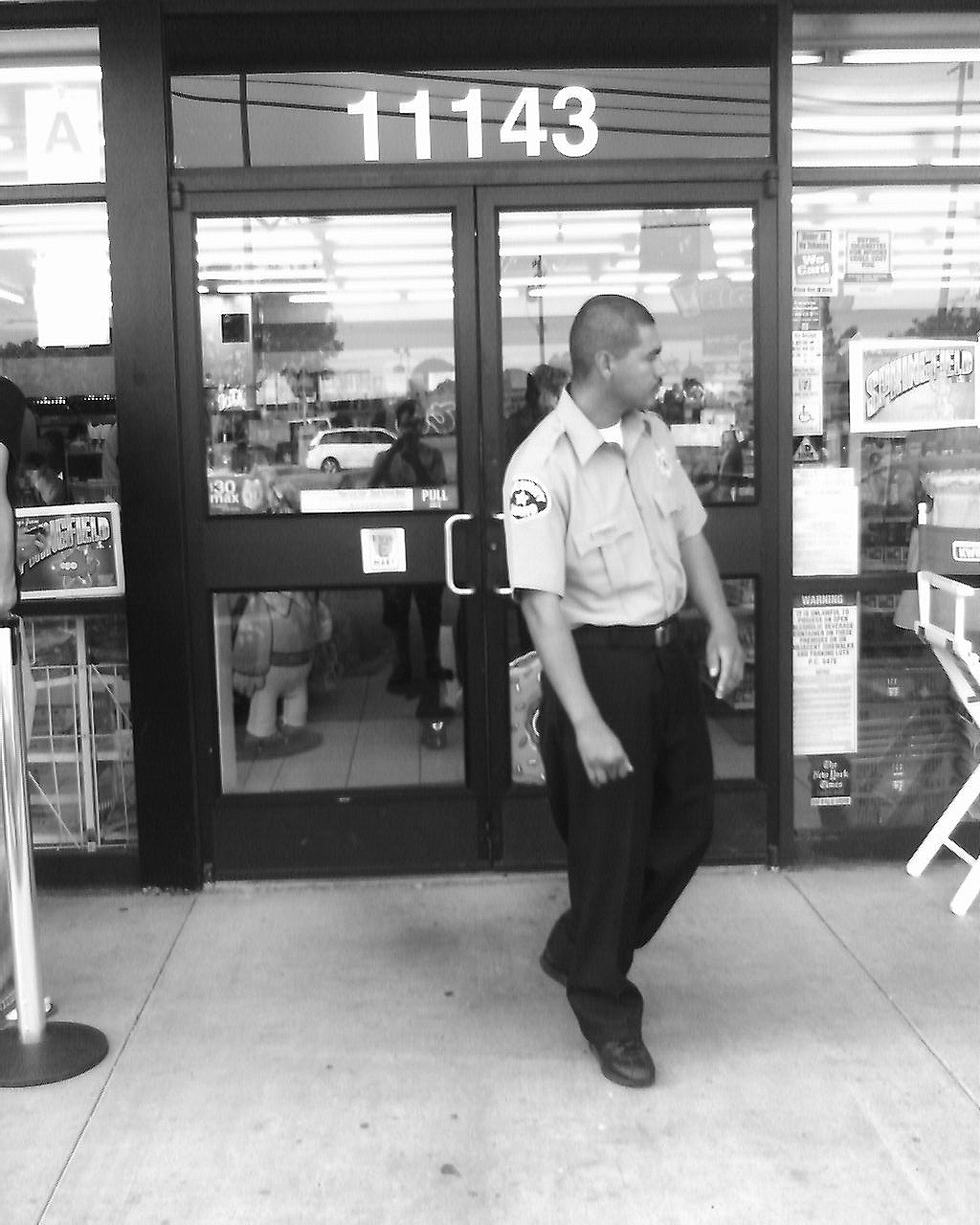
Bewaker in Los Angeles

Een bewaker is iemand die de functie heeft om personen, voorwerpen of gebouwen te beschermen of te bewaken tegen gevaar.

## Taakomschrijving
Een bewaker moet er bijvoorbeeld voor zorgen dat niemand inbreekt in een bedrijfspand en bij overtreding van de wet actie ondernemen. Bewaken is een onderdeel van beveiligen. Het waken over iemand of iets, dat in het geheel te overzien is. Het beveiligen vraagt dus meer kennis en inzicht dan iets bewaken. Dit wordt ook wel beveiligingsagent genoemd.

## Historie
In de zestiende eeuw bestond er al zoiets als een nachtwacht in bijvoorbeeld de stad Utrecht. Deze waakte over de stad en sloeg alarm bij brand of ander gevaar. Een voorbeeld hiervan is de klepperman in Hardenberg en elders. Het bekende schilderij De Nachtwacht van Rembrandt van Rijn uit 1642 toont een vendel nachtwachters dat in beweging komt.

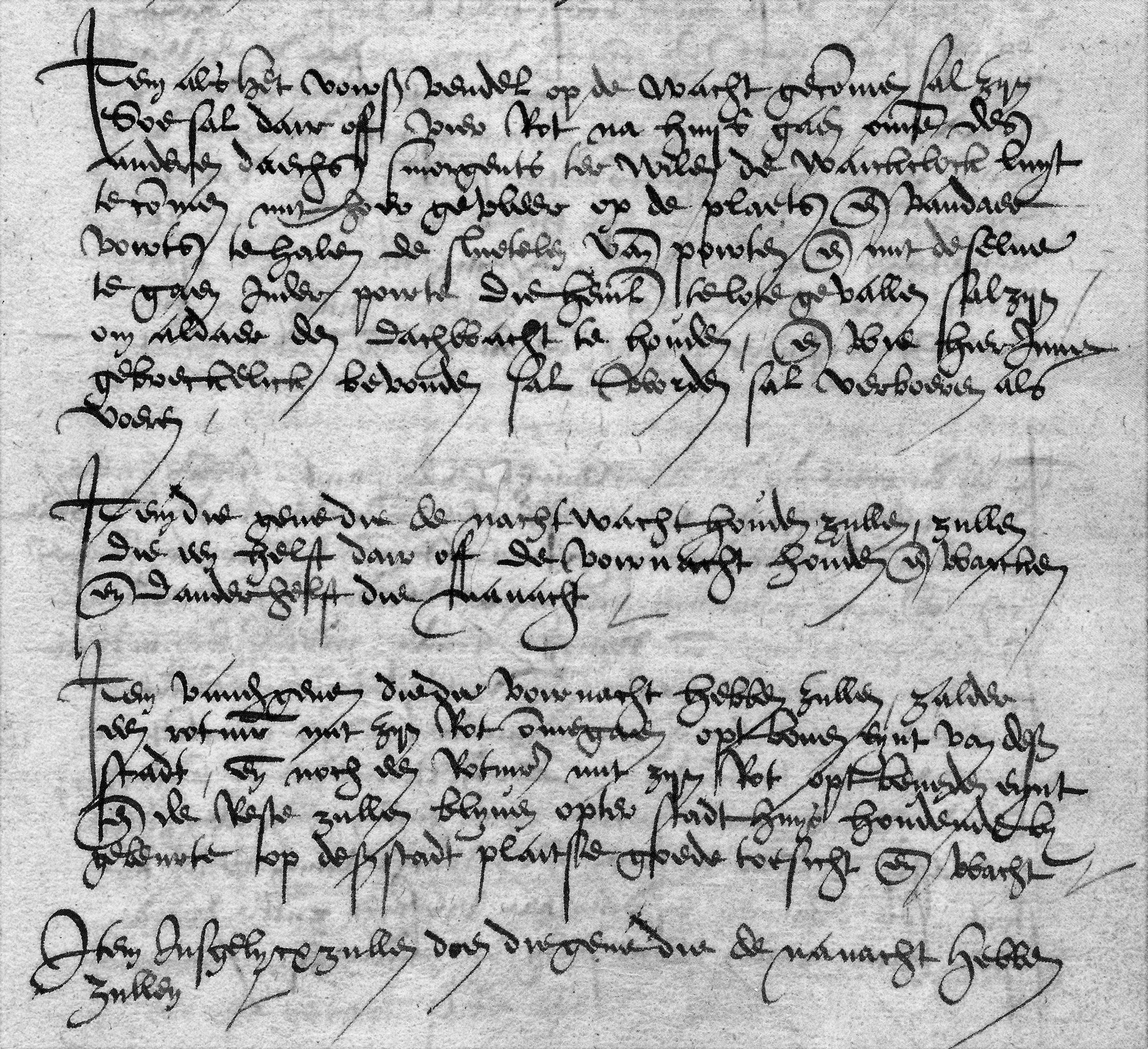
Reglement voor de nachtwacht van Utrecht in de vorm van een vendel met rotten en rotmeesters die verschillende delen van Utrecht - toen alleen de huidige binnenstad - bewaakten. Het Utrechts Archief, Buurspraakboek, 5 december 1573. Klik voor transcriptie.
De Nachtwacht van Rembrandt van Rijn, 1642